# Gustav Engel
Gustav Engel (Königsberg, 1823 - Berlín, 1895) fou un crític musical i mestres de cant alemany.
Estudià filologia a Berlín des de 1843, però havent escoltat les conferències de Max envers la música, es dedicà per complet a ella. Fins al 1861 va ser el crític musical de la Spenersche Zeitung, i després de la Vossische Zeitung, encarregant- se el 1863, de la càtedra de l'Acadèmia de Cant de Kullak, en la que entre d'altres alumnes tingué la Therese Malten i, de la que en fou succeït el 1895 pel cantant i professor Félix Schmidt.
Les seves obres són en part pedagògiques, en part filosòfiques, i entre elles cal destacar:
- Sänger Brevier (Leipzig, 1860);
- Uebersetzungen und Vortragsbezeichungen zu dem klassischen Sopran-album (Berlín, 1867);
- Das mathematische Harmonium (Berlín, 1881);
- Aesthetik der Tonkuns (Berlín, 1884);
- Die Bedeutung der Zahlenverhältnisse (Dresde, 1892).

A més publicà: Die dialektische Methode und die mathematische Naturanschauung (Berlín, 1865) i Die Idee des Raumez und der Raum (Berlín, 1888).